# 津田仙
津田 仙（つだ せん、1837年8月6日〈天保8年7月6日〉 - 1908年〈明治41年〉4月24日）は、日本の農学者、キリスト者。学農社創立者。青山学院大学・筑波大学附属盲学校・普連土女学校の創立に関わる。また、日本で最初に通信販売を行った人物でもある。同志社大学の創始者新島襄、人間の自由と平等を説いた東京帝国大学教授の中村正直とともに、キリスト教界の三傑とうたわれた。明六社会員。娘に津田梅子（津田塾大学を創設）、余奈子（アメリカに移住し、日本語新聞『日米新聞』を発行しサンフランシスコの日系人社会のリーダー的存在だった安孫子久太郎と結婚）などがいる。

## 経歴
佐倉城内に生まれる。父は下総国佐倉藩、堀田氏の家臣小島良親（善右衛門）3男に生まれる。幼名は千弥、仙弥。嘉永4年（1851年）、元服して桜井家の養子となる。文久元年（1861年）に津田家の初子と結婚し婿養子となる。
15歳で佐倉藩藩校、成徳書院（現在の千葉県立佐倉高等学校の前身）で学び、藩主堀田正睦の洋学気風もあり、藩命でオランダ語、英語の他、洋学や砲術を学ぶ。安政2年（1855年）に出仕し、江戸では蘭学塾へ入門すると森山栄之助の下で英語などを学ぶ。文久元年（1861年）外国奉行の通訳として採用された。慶応3年（1867年）、小野友五郎が江戸幕府発注の軍艦引取り交渉のためアメリカへ派遣されるのに伴い、幕府の小野使節団の一員として福澤諭吉、尺振八と津田の3名が通訳として随行する。帰国後、新潟奉行に転役して、通弁・翻訳御用、英語教授方に就き、戊辰戦争では幕府側として越後へ出向くが、敗れて長崎を経て東京へ戻る。

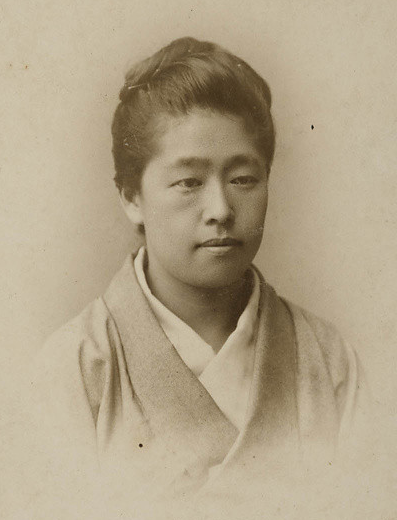
津田仙の娘梅子

明治維新が成ると官職を辞して、明治2年（1869年）には築地の洋風旅館、築地ホテル館に勤め、西洋野菜の栽培などを手がける。明治4年（1871年）には政府が設立した開拓使の嘱託となり、女子教育に関心のあった開拓次官の黒田清隆が企画し、政府派遣の岩倉使節団に女子留学生を随行させると聞くと、娘の梅（のち梅子に改名）を応募する。使節団が出発した翌月には開拓使を辞職。
民部省に勤めたのち、明治6年（1873年）には、ウイーン万国博覧会に副総裁として出席する佐野常民（日本赤十字社の創設者）の書記官として随行。オランダ人農学者のダニエル・ホイブレイクの指導を受け、帰国後の明治7年（1874年）5月に口述記録をまとめて『農業三事』として出版した。津田がウィーン万博から持ち帰ったニセアカシアの種子は、その後明治8年（1875年）に大手町に植えられ、これが東京初の街路樹となった。
明治7年（1874年）、米国メソジスト監督教会婦人宣教会から日本に派遣されたドーラ・E・スクーンメーカーによる女子小学校（後の海岸女学校）の創立に協力。明治8年（1875年）1月、同じく米国メソジスト監督教会で後に青山学院神学部教授も歴任したジュリアス・ソーパー宣教師によりメソジスト派信者として妻の初と共に洗礼を受ける。また、古川正雄らと共に盲聾唖者の教育のため楽善会を組織する。明治9年（1876年）には東京麻布に、農産物の栽培・販売・輸入、農産についての書籍・雑誌の出版などを事業とする学農社を設立、その一環として農学校も併設した。キリスト教指導も行う。
学農社雑誌局発行の『農業雑誌』で、明治9年（1876年）にアメリカ産トウモロコシの種の通信販売を始め、これが日本で最初の通信販売といわれている。1月、女工場を開設、続いて栗原信近に招かれワイン醸造技術指導のため甲府を訪れている。また、1890年には東北を視察してリンゴ二十数種を東京に持ち帰り、当時珍しかったマスコミ向けの試食会を行なった。
明治16年（1883年）5月には第三回全国基督教信徒大親睦会の幹部として活躍する。

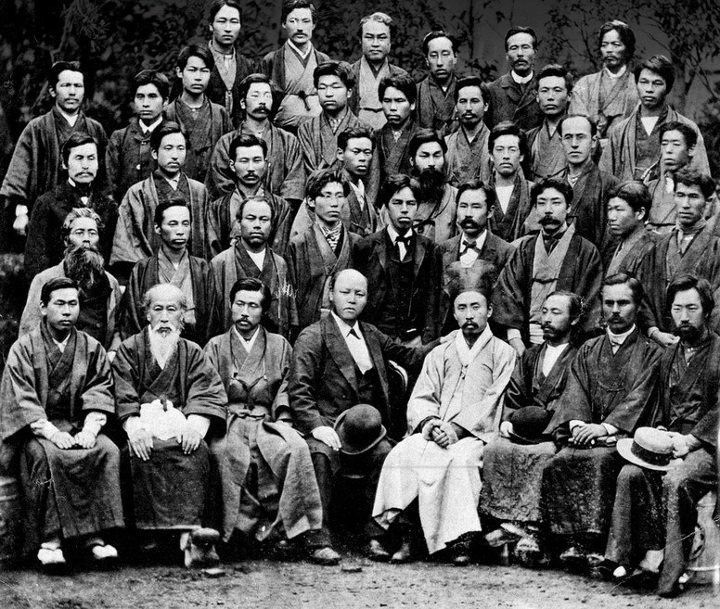
第三回全国基督信徒大親睦会の幹部の記念写真（鈴木真一の写真館で撮影、1883年5月12日）

足尾鉱毒事件では田中正造を助け、農民救済運動に奔走した。明治30年（1897年）には事業を次男に譲り引退、鎌倉で過ごす。明治41年（1908年）、東海道本線の車内で亡くなっている所を発見された。死因は脳出血であった。享年72（満70歳没）。葬儀は青山学院の講堂で行われた。
没後、内村鑑三や新渡戸稲造らは追悼文を発表し、津田の事業を讃え、仙を「大平民」と呼んだ。
墓所は青山墓地。

## 学農社
1875年（明治8年）9月1日、麻布東町23番地に学農社を開業した。西洋種苗頒布ならびに『農業雑誌』の発行、農学校の経営に従事する。1876年（明治9年）に校舎落成と同誌の創刊、1877年（明治10年）、麻布新堀町2番地西に移転。1898年（明治31年）、仙が引退すると次男の次郎が社長を後継した。
出版事業は、「民間自由の一大農誌」として定期刊行物『農業雑誌』を1876年（明治9年）に創刊。新しい知識を得て各地に現われた果樹栽培や種苗農家は、農学校卒業生の助けを借りることになる。また、この農業専門雑誌には投稿者や読者が集い、それぞれが生活する場所にありながら、農学校で津田が進めようとした「新しい技術・知識」の共有と新たな時代への対応を、誌面を通じて享受する。津田が唱えた「農は百工の父母」あるいは「自由を重し」とする精神は受容の度合いに差はあれ、各地へバトンタッチされていく。1916年（大正5年）7月、宇喜多秀穂が社長を引き継ぐ。1921年（大正9年）、『農業雑誌』最終号を出版。

## 学農社農学校
| 西暦（年） | 0明治 | 学生数（人） | 備考 |
| ---------- | ----- | ------------ | ---- |
| 1875       | 08    | 012          |      |
| 1876       | 09    | 035          | ※    |
| 1877       | 10    | 053          |      |
| 1878       | 11    | 070          |      |
| 1879       | 12    | 145          |      |
| 1880       | 13    | 167          |      |
| 1881       | 14    | 175          |      |
| 1882       | 15    | 080          |      |
| 1883       | 16    | 043          |      |
| 1884       | 17    | 025          |      |
| 1884       | 17    | 0            | ※※   |

1875年（明治8年）9月1日、麻布東町23番地に学農社農学校を設立、農園は麻布本村町178番地にあり、教員1名、学生12名で授業が始まる。本科の修了年限を3年、予科と別科には年限を設けていない。また学内で日曜学校を開催し、フルベッキ、ジュリアス・ソーパー等を講師に招いた。
1876年（明治9年）7月、農園内に新校舎が落成すると教員7名を置き、学生35名が集った。卒業生は各地の勧業課つまり都道府県の産業育成部門に入り、新しい農業の指導に当たるが、明治14年に政変があるとその影響か、翌年、学生数は半減。帝国議会が開設される明治23年を待たず、農学校は1884年（明治17年）12月に10年目に閉校する。
農業振興を支える『学農社制規』に定めた「物産興隆の道」である収益部門として、農学校を終えた後も学農社は頒布により西洋苗種を普及させ、卒業生はその栽培指導に努めていく。

### 教師
- 上野栄三郎
- 内村鑑三
- 岡田松生
- 海部忠蔵 英語担当。普連土学園初代校長（明治20年）[28][29]。
- 窪田義衛
- 中川久和
- 中島力造
- 水原政次 三重県出身、卒業生[30]。学農社社員、三田育種場勤務、入社前から京阪神間から種子を購入[30]。県栽培試作場では高等教育を受けられない農業従事者に専門技術と知識を普及[31]
- 元良勇次郎
- 山本亮吉
- 渡辺譲三郎 新潟出身。卒業生の杉江秀道（明治9年入学）が石川県に開いた「農事社」[32]教授を経て「石川県勧業場」農学科（明治9年創設）教授。杉江とともに農業の実践教育にあたる[33]。

### 学生（中退者含む）
50音順
- 足立五郎作 明治13年入学[34]。農学校閉校後は札幌農学校(明治18年)に進み、卒業後『農業雑誌』論説論説欄担当。明治25年没[35]。
- 綾田桃三
- 井川岩太郎
- 池田作次郎
- 池田次郎吉
- 磯村貞吉
- 巌本善治 明治13年入学。卒業後『農業雑誌』編集人(18–21年頃)[35]。
- 宇喜多秀雄 旧高松藩士、明治8年入学[36]。愛媛県勧業課勤務、北海道殖民を奨励[36]。輸送網の充実により経済振興を図るため讃岐鉄道株式会社支配人を経て学農社社長(大正5年)。明治30年に宇喜多の弟・秀夫がおよそ20名を連れて十勝平野に宇喜多農場を開く[33]。
- 小笠原長道 明治12年入学(29歳)、愛媛県宇和郡出身。明治10年に県勧業課蚕糸生産奨励に応じての器械製糸会社を設立。東京で内務省勧業寮所管の新宿試験場廃止時、払い下げの魯桑苗を携え帰郷、養蚕伝習所と宇和島製糸会社を創業(明治13年)。県内初の蒸気機関製糸の南予製糸会社を設立(明治22年)[37]。
- 大竹義道
- 岡田鳴三郎
- 奥山藤三郎
- 片寄俊 播州ぶどう園園員(明治13年)[38][33]。
- 菅淳（英治） 明治8年入学、北条県（岡山）出身。明治6年の「農民騒動」[39]で生家が打ち壊しに遭い学農社に入学。卒業後、懸属内務部長心得、県知事[37]。
- 古河喜三郎 [37]
- 小柳津友治 明治11年入学[40]、愛知県出身[37]。養鶏場(明治26年)を数年で「本邦屈指の大養鶏場」に拡大させる。父忠民は私塾[41]を開き桑や除虫菊育種に貢献、『農業雑誌』寄稿者(明治22年)。津田仙は小柳津の著書『蚕桑要論』(明治21年)[42]に寄稿[37]。
- 近藤賢三
- 坂本理一郎
- 十河理喜蔵
- 高千穂宣麿
- 高橋要亮 明治16年卒業、千葉県出身。『農業雑誌』論説論説欄担当[35]。
- 滝七蔵 鳥取県出身。「郡立久米河村農学校」専任教師（明治14年–17年）、教科書に津田の『農業新論』『農業三事』を使う[43]。攻学館設立者（明治21年）[33]。
- 立花寛治
- 田沢耕
- 橘仁 明治17年より札幌村（現札幌市東区）にリンゴ果樹園を拓き、札幌のリンゴ栽培の第一人者となる。長女の智恵子は函館の尋常高等小学校訓導時代に同僚の石川啄木から恋愛感情を持たれていたとされ、果樹園跡地に啄木の歌碑が建つ[44]。
- 田中助
- 田中宏
- 玉利喜蔵
- 豊永真里
- 新原俊秀
- 西村規矩
- 西森拙三 明治9年入学。高知県出身。昌平大学を出て帰郷後の入学だった。植木枝盛の『高知新聞』共同発行人（明治14年）。その後、北海道で伝道[45][46]。
- 新渡戸道郎 9年入学[47]。岩手県出身。新渡戸稲造の兄。
- 野沢小次郎
- 坂三郎 9年入学、静岡県沼津町出身。養家[48]の茶園経営に当たり[49]、宇治製法を研修生に伝授（慶応2年–明治16年）、「積信社」設立により海外へ直輸出を試みるが畳む（明治16年）[37]。
- 平野師応
- 福羽逸人 島根県出身。片寄俊とともに播州ぶどう園園員（明治13年）[50]、のち園長心得。元は三田育種勤務[33]。
- 古田喜一
- 古市与一郎
- 古東英一
- 前田吉太郎
- 丸岡重五郎
- 水島義生
- 三田義正
- 三輪振次郎
- 村井経次
- 山田登代太郎

## 農業雑誌
1876年（明治9年）1月10日創刊、1920年（大正9年）7月、通号1221号まで続く。創刊号の表紙裏にジョージ・ワシントンの言葉を英語とその漢訳で掲げた。
Agriculture is the most healthful, most useful and most noble employment of man.

農者，人民職業中，最健全，最尊貴，而最有益者也．
津田自身も原稿を寄せており、旧仮名遣いと地名はそれぞれ変えて一部を挙げる。
- 通号170号「埋渠の説附図、鳥と虫との関係、蕃椒※1の説、家畜の飼料に蘆粟※2を用いて益ある説」[51]※：1＝トウガラシ、2＝モロコシ
- 通号282号「酒の害」[52]
- 通号450号「薔薇の改良に就て」[53]

アメリカ視察について
- 通号492号「渡米隨見録――(ハワイ島、ハワイ産の果実、サンフランシスコ、四日間の汽車、シカゴ市)」[54]
- 通号502号「米国観察一斑」[55]
- 「米国談」1-4、『農業雑誌』第19巻に1894年1月から3月に掲載。（通号504-505号、510-511号）

## 著作

### 単著
- 『荷衣伯連氏法農業三事』前川善兵衛・青山清吉、1874年5月。 NCID BN08998719。全国書誌番号:40061305。
- 『酒の害』学農社雑誌局、1887年12月。 NCID BB17381147。全国書誌番号:40058810。
  - 『酒の害』吉田正太郎、1888年3月。 NCID BN16158644。全国書誌番号:40058811。
- 『桑樹談話会報告』学農社、1888年12月。 NCID BB24863396。全国書誌番号:40062509。
- 『玉川上水改良并ニ石造導水管ノ効用』[出版者不明]、1892年。 NCID BB11840081。
- 『朝鮮地名案内』学農社、1894年7月。全国書誌番号:40010311。

### 演説録
- 斎藤鍵治 編「津田仙君学農社長　林学協会開会ノ演説」『大家演説 勧農軌範』有隣堂、1883年4月、70-72頁。 NCID BA46982008。全国書誌番号:40059990。

### 共著
- 岸田吟香、津田仙『精密正確 兵要清韓新地図』（第2版）学農社、1894年12月。 NCID BA9125308X。
- 津田仙、横山久四郎『輸出作物栽培新書 附・除虫菊ノ培養』学農社、1896年12月。 NCID BA87181666。全国書誌番号:40061387。

### 翻訳
- 十文字信介 編『農業新書』学農社、1881年1月-6月。 NCID BN08891690。全国書誌番号:40060826。
- トーマス『果実栽培』学農社、1890年-1892年。 NCID BA82362958。全国書誌番号:40061488。
- ロベルト・ゼームス・メン『青年健康学』学農社、1895年9月。 NCID BA30539012。全国書誌番号:40058892。

### 共訳
- 柳澤信大・津田仙・大井鎌吉 訳『英華和訳字典』中村敬宇校正、山内輹、1879年9月-1881年4月。 NCID BN07312492。全国書誌番号:83090097。
- クララ・ホイトニー 著、津田仙・皿城キン 訳『手軽西洋料理』江藤書店、1885年12月。全国書誌番号:40069221。
  - クララ・ホイトニー 著、津田仙・皿城キン 訳『手軽西洋料理』金桜堂・今古堂、1887年3月。全国書誌番号:40069222。

### 校閲
- 三沼幹実 編『稲麦媒助法』津田繩売捌本店・鳩居堂、1876年5月。 NCID BA74954430。全国書誌番号:40059850。
- 戸田五郎『骨粉説要』粉骨舎、1877年8月。全国書誌番号:40060112。